# Jean Daffis (mort en 1657)
Jean Daffis (né en 1604 à Bordeaux, mort le 16 novembre 1657), ecclésiastique, fut évêque de Lombez de 1627 à 1657.

## Biographie
Jean Daffis est le fils de Jean II Daffis, 2e président au Parlement de Bordeaux et de Catherine Loupèe. Il est le neveu de l'évêque Bernard Daffis qui lui cède en 1615 la commende du prieuré de Brive.
Il commence se études au collège de La Flèche et les poursuit à Paris jusqu'en 1620 puis à Bordeaux où il obtient un doctorat de droit canon et un autre de théologie. Il est tonsuré en 1617 et diacre à l'époque de sa promotion à l'épiscopat en 1626 à la suite du décès de son oncle et de sa confirmation le 21 août 1628. Il n'est ordonné prêtre que la veille de sa consécration en novembre de la même année par l'évêque de Condom.
Il avait déjà une certaine expérience de prédicateur mais il doit sa nomination comme évêque de Lombez au bon vouloir du cardinal François d'Escoubleau de Sourdis, archevêque de Bordeaux, bien qu'il n'ait pas encore l'âge canonique pour devenir évêque ce qui n'est pas sans poser un certain embarras dans l'entourage royal.
Entre 1651 et 1655, il fait édifier par le sculpteur toulousain Guillaume Fontan les stalles de la cathédrale Sainte-Marie qui occupaient le centre de la grande nef.